# Domenico Barbaia
Domenico Barbaja o Barbaia (Milà, 1778 - Nàpols, 16 d'octubre de 1841) fou un empresari italià, el major empresari operístic del moment. Va dirigir el Teatro San Carlo de Nàpols, La Scala de Milà, i el Theater am Kärntnertor i al Theater an der Wien, tots dos a Viena. Sota les seves ordres van tenir lloc grans encàrrecs a compositors com Donizetti, Bellini, Ballenberg i Rossini.